# الطين (حرض)

تعديل مصدري - تعديل

الطين هي إحدى قرى عزلة العتنة بمديرية حرض التابعة لمحافظة حجة، بلغ تعداد سكانها 300 نسمة حسب تعداد اليمن لعام 2004.